# Georg Quaas
Georg Quaas (* 1951) ist ein deutscher Hochschullehrer.

## Werdegang
Quaas studierte Physik (Diplom 1974), promovierte 1979 zum Dr. phil. auf dem Gebiet der philosophischen Probleme der Naturwissenschaften (Thema: Die Entwicklung des physikalischen Zeitbegriffs) und habilitierte sich 1986 mit einer Arbeit zur dialektischen Methode im Kapital von Karl Marx. Parallel dazu begannen seine Forschungen zu den mathematisch formulierbaren Strukturen der Arbeitswerttheorie, die ab 2003 auf ökonometrische Modelle der Volkswirtschaftslehre ausgedehnt wurden. Ab 1988 nahm er in verschiedenen Fachrichtungen eine Dozentur an der Universität Leipzig wahr. Er absolvierte mehrere längere Forschungsaufenthalte an der University of Michigan (Ann Arbor). 2011 war er Gastprofessor an der Université Lumière Lyon 2. Seine Publikationsliste umfasst mehrere Bücher und über 200 weitere Publikationen, vor allem auf den Gebieten der Philosophie und der Ökonomie.
Georg Quaas lebt seit 1970 in Leipzig. Er ist verheiratet mit Friedrun Quaas  und hat 2 Kinder.

## Publikationen

### Bücher (Auswahl)
- Dialektik als philosophische Theorie und Methode des 'Kapital'. Eine methodologische Untersuchung des ökonomischen Werkes von Karl Marx. In: Verlag Peter Lang, Frankfurt a. M. 1992. ISBN 3-631-45352-3.
- Elemente zur Kritik der Werttheorie. (Hrsg. mit Friedrun Quaas) Verlag Peter Lang Frankfurt a. M. 1997, ISBN 3-631-30102-2.
- Arbeitsquantentheorie. Mathematische Grundlagen der Werttheorie. Verlag Peter Lang Frankfurt a. M. 2001, ISBN 3-631-37581-6.
- Die Österreichische Schule der Nationalökonomie. Darstellung, Kritiken und Alternativen. (Co-Autor: Friedrun Quaas) Metropolis-Verlag Marburg 2013, ISBN 978-3-7316-1031-1.
- Die ökonomische Theorie von Karl Marx. Metropolis-Verlag Marburg 2016, ISBN 978-3-7316-1216-2.
- Relationale Geldtheorie. Zur aktuellen Diskussion über das Geld. Metropolis-Verlag Marburg 2018, ISBN 978-3-7316-1369-5.
- Kontroversen über den Arbeitswert. Eine polit-ökonomische Debatte. (Co-Autor: Klaus Müller) Verlag Welttrends Potsdam 2020, ISBN 978-3-947802-48-7.
- Corona - der unsichtbare Feind. (Co-Autor: Friedrun Quaas) Metropolis-Verlag, Marburg 2021, ISBN 978-3-7316-1457-9.
- Wertform-Analyse und Zeitmessung. Peter Rubens Messtheorie reloaded. Metropolis-Verlag, Marburg 2023, ISBN 978-3-7316-1556-9.

### Wissenschaftliche Artikel

#### Arbeitswerttheorie
Etwa 30 Artikel sind Studien zur ökonomischen Theorie von Karl Marx. Beispiele:
- Die quantitativen Verhältnisse bei Wertbildung und Wertübertragung im Produktionsprozess von Waren. In: Wirtschaftswissenschaft, 1985, Vol. 33, Nr. 10, S. 1498–1515, Verlag die Wirtschaft Berlin 1985, ISSN 0043-633X.
- Jenseits des Transformationsproblems. Vorläufiges Resümee einer Diskussion zum werttheoretischen Ansatz von F. Helmedag. (Co-Autor: Friedrun Quaas) In: Jahrbücher für Nationalökonomie und Statistik, 1996, Vol. 215, Nr. 6, S. 714–731, ISSN 0021-4027.
- Die Transformation von Werten in Preise - Analyse und Rekonstruktion eines Beitrages zur Politischen Ökonomie. In: Politik und Ökonomie. Festschrift für Gerhard Huber, Hrsg. von Stefan Ryll/Alparslan Yenal, 2000, S. 41–56, Metropolis-Verlag Marburg 2000, ISBN 3-89518-306-7.
- Für ein kohärentes Kapital-Verständnis. Ein Kommentar zu Haugs Einführung. In: Das Argument, 2007, Vol. 49, Nr. 4, S. 575–588, ISSN 0004-1157.
- La préhistoire du problème de la transformation. (Co-Autoren: Alain Alcuffe und Friedrun Quaas) In: Alain Alcouffe/Claude Diebolt (Hrsg.): La pensée èconomique allemande., 2009, S. 309–337, ISBN 978-2-7178-5449-7.
- Die vierte Wertform. Anmerkungen zu einer genialen Idee. In: Erhard Crome/Udo Tietz: Dialektik, Arbeit, Gesellschaft. Festschrift für Peter Ruben, Verlag Welttrends Potsdam 2013, S. 139–149, ISBN 978-3-941880-73-3.

#### Empirische Wirtschaftsforschung
Ca. 70 Publikationen sind diesem Themenkreis gewidmet. Beispiele:
- Zur Rolle der Theorie in makroökonometrischen Prognosemodellen. In: Wirtschaftswissenschaftliches Studium, 2006, Vol. 35, Nr. 9, S. 515–518.
- Gesamtwirtschaftliche Wirkungen der Haushaltspolitik des Koalitionsvertrages. (Co-Autoren: Ullrich Heilemann und Jens Ulrich) In: Wirtschaftsdienst, 2006, Vol. 86, Nr. 1 S. 27–36, ISSN 0043-6275.
- Das „saldenmechanische Modell“ von Fritz Helmedag und die Empirie. In: Wirtschaftsdienst, 2007, Vol. 87, Nr. 6, S. 406–412, ISSN 0043-6275.
- Die Konsumfunktion in ökonometrischen Modellen für Deutschlands Volkswirtschaft auf Basis der VGR 2005. In: A. Wagner (Hrsg.): Empirische Wirtschaftsforschung heute., Stuttgart 2009, S. 99–110.
- Was the Worldwide Asymmetry in Current Accounts Caused by the Macroeconomic Policy of the Global Economy's Leader? In: Journal of Applied Economic Science, 2010, Vol. 5, Nr. 2, S. 139–147.
- Ein kritisches Resümee des Target2-Problems. In: Wirtschaftsdienst, 2011, Vol. 91, Nr. 12, S. 834–842, ISSN 0043-6275.
- Struktureller Wandel und Krisenbewältigung der deutschen Volkswirtschaft: eine ökonometrische Analyse. (Co-Autor: Mathias Klein) In: Wirtschaftsdienst, 2011, Vol. 91, Nr. 3, S. 186–193, ISSN 0043-6275.
- Osten holt auf, benötigt aber mehr Investitionen. In: Wirtschaftsdienst, 2020, Vol. 100, Nr. 1, S. 49–54.

#### Epidemiologie
Einige Studien betreffen das Klassische Epidemiologische Modell. Beispiel:
- Covid-19-Reproduktionszahlen im Vergleich. Wie aussagekräftig sind die Zahlen des Robert-Koch-Instituts? Beitrag zur Ökonomenstimme vom 4. Mai 2020.

#### Philosophie
Etwa 60 Studien gehören in diesen Bereich, wobei die meisten methodologische und wissenschaftstheoretische Themen aufgreifen.
- Bemerkungen zur Lösung des Wahrheitsproblems bei B. Spinoza. In: Marxismus und Spinozismus. Wissenschaftliche Beiträge der Karl-Marx-Universität Leipzig, 1981, S. 123–137.
- Die Kategorien des Abstrakten und Konkreten im Kontext der Methodenproblematik bei Marx. In: Deutsche Zeitschrift für Philosophie, VEB Deutscher Verlag der Wissenschaften, Berlin 1983, Vol. 31, Nr. 4, S. 428–439, ISSN 0012-1045.
- Das Verhältnis von Dialektik, Logik und Erkenntnistheorie bei I. Kant und G.W.F. Hegel. In: Deutsche Zeitschrift für Philosophie, VEB Deutscher Verlag der Wissenschaften, Berlin 1989, Vol. 37, Nr. 4, S. 359–365, ISSN 0012-1045.
- Ontologische Implikationen der dialektisch-materialistischen Methode. In: Ethik und Sozialwissenschaften, 1991, Vol. 2, Nr. 2, S. 229–240, ISSN 1610-3696.
- Beiträge zu einer Erkenntnistheorie der Praxis: G. H. Mead und Peter Ruben. In: Das PRAXIS-Konzept im Zentrum gesellschaftskritischer Wissenschaft, 2005, S. 109–137, ISBN 3-8334-3737-5.
- Leipziger Erwägungsseminare - Zweiter Erfahrungsbericht zur Institutionalisierung einer alternativen Lehrform. (Co-Autoren: Ferger, Florian; Flöth, Aileen; Karig, Markus; Keller, Christian; Quaas, Friedrun; Schenk, Eva-Maria; Thalemann, Gero; Thieme, Sebastian) In: Erwägen Wissen Ethik, 2008, Vol. 18, Nr. 1, S. 3–26, ISSN 1610-3696.

#### Physik
- A Set of Special Conformal Four Point Functions. (Mit M. Bordag und B. Geyer) Europhysics Conference Abstracts. V. 2C (1977) 278.

#### Politikwissenschaft
Von den wenigen Studien dieser Art ein Beispiel:
- Alliances and War - a causal relationship? (Co-Autor: J. David Singer) In: Global Society – Journal of Interdisciplinary International Relations. Vol. 12 No. 3. Carfax 1998. 279–298.